# 잔여재산
잔여재산(Residuary estate)이란 상속재산에서 채무와 비용을 상환하고 남은 잔여재산을 뜻하는 영미법상 용어이다.

## 참고 문헌
- 명순구, 현대미국신탁법, 세창출판사, 2005 ISBN 978-89-8411-124-0
- 임채웅 역, 미국신탁법 : 유언과 신탁에 대한 새로운 이해, 박영사, 2011 ISBN 978-89-6454-628-4